# 장 1세 (프랑스)
장 1세 또는 호아네스 1세(프랑스어: Jean Ier, 바스크어: Joanes I.a Nafarroakoa 1316년 11월 15일 ~ 11월 19일)는 프랑스 왕인 루이 10세의 아들이며 유복자로 태어나 불과 4일만 생존했고 그 4일 동안 프랑스와 나바라의 왕이었다. 별명은 유복자왕(le Posthume)이다. 호아나 2세는 그의 누나였다.
선왕 루이 10세와 그의 두 번째 부인 클레맹스 사이에서 유복자로 태어난 장은 불과 며칠 동안 생존했는데 그의 죽음에는 프랑스의 왕위를 노린 삼촌 필리프 5세가 개입되어 있었던 것으로 여겨진다. 장은 1316년 11월 20일에 죽었고 생드니 대성당에 묻혔다. 그가 죽은 뒤 5일 동안 섭정을 맡았던 삼촌 필리프가 그의 뒤를 이어 왕위에 올랐다.